# L'Illustration
L'Illustration fu un settimanale francese pubblicato a Parigi dal 1843 al 1944. Fu fondato da Édouard Charton e il primo numero fu pubblicato il 4 marzo 1843.
Nel 1891 L'Illustration fu il primo quotidiano francese a pubblicare una fotografia. Molte di queste fotografie provenivano da agenzie di stampa fotografiche come la Chusseau-Flaviens, ma la testata ingaggiò vari fotografi nel corso degli anni come Léon Gimpel e altri. Nel 1907 L'Illustration fu il primo giornale a pubblicare una fotografia a colori. Pubblicò anche il romanzo d'appendice Il mistero della camera gialla di Gaston Leroux prima della sua pubblicazione nel 1908. Tra il 1913 ed il 1939 ebbe un supplemento, La Petite Illustration.
Dal 1923 il caporedattore fu Gaston Sorbets. Durante la Seconda Guerra Mondiale, acquisito dalla famiglia Baschet, L'Illustration supportò la Révolution nationale del maresciallo Philippe Pétain. Comunque rifiutò gli articoli pro-germanici di Jacques Bouly de Lesdain , benché quest'ultimo ne divenne poi l'editore politico.
La rivista fu chiusa nel 1944 in seguito alla Liberazione di Parigi. Una nuova sua versione fu pubblicata nel 1945 con il nome France-Illustration, ma andò in bancarotta nel 1957.

## Le illustrazioni
A partire dal 1843, anno di nascita della rivista, furono i disegni a documentare gli articoli degli avvenimenti nel mondo e ad educare il grande pubblico al linguaggio delle immagini. Lo scrittore francese Jacques Chancel (Ayzac-Ost 1928 - Parigi 2014), nell'introduzione a un volume dedicato ai disegni d'attualità riguardanti un preciso periodo storico  (1886 - 1986), prende subito in esame L'Illustration. Lo studioso scrive che con l'avvento della fotografia il disegno, antico come i graffiti delle caverne, non perse nulla del suo smalto e che trovò dei nuovi modi per essere presente nelle comunicazioni di massa. Viene quindi rilevato come l'evoluzione del linguaggio grafico che caratterizzò le riviste del tempo sia stata poi quella, ad esempio, del fumetto o dell'humour e della satira. A tal proposito insieme alle copertine della rivista nel volume si trovano, seguendo  un ordine cronologico, autori quali Chaval , Sempé, Reiser, Wolinski, Cabu.

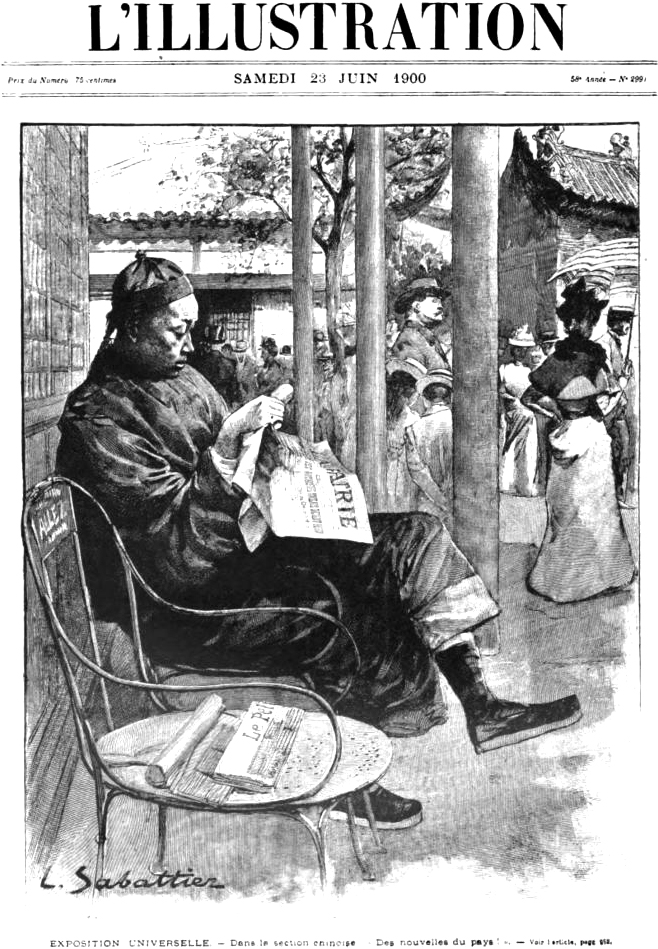
Esposizione Universale di Parigi - In the Chinese section (1900). Illustrazione di Louis Rémy Sabattier